# 井上ゆりな
井上 ゆりな（いのうえ ゆりな、1986年12月15日 - ）は、日本のタレント、モデル。神奈川県平塚市出身。所属事務所はウォルウェー・コーポレーション。なお、名前をカタカナで「ユリナ」と表記する例も見られる（自身のブログなど）。

## 人物・来歴
- 平塚市出身で、湘南ひらつか七夕まつりは「地元の祭り」として自らのブログでもしばしば言及されている。
- 芸能人女子フットサルチーム「南葛シューターズ」に所属していたが、2007年4月をもって退団。
- ライブアイドルとしても活動し、各地でライブを行っている。
- 平塚に本拠地を持つJリーグ所属の湘南ベルマーレが公募した「2010 湘南ベルマーレクイーンコンテスト」でグランプリを獲得し[1]、平塚競技場で行われる同チームの主催試合などで広報活動に1年間従事。2012年にも湘南ベルマーレクイーンとして2年ぶりに復帰した[2]。子どもの頃からベルマーレが好きで、クイーンとして所属をしていなかった2011年にも一般の観客として平塚競技場でベルマーレを応援していた事が明らかにされている。
- 2011年4月28日、路上でひったくりの被害に遭い、財布入りの鞄を盗難されて頭部を負傷した事をブログで明らかにした[3]。その後に原動機付自転車も盗まれたとしている。

※芸能界を辞めた今、17LIVE配信を定期的にやっている。
- 井上が自身の「ココだけブログ」、2013年10月1日付記事で公表。

## 出演

### バラエティ
- 女神のChu!（BS日テレ）
- T.S.R 2005 -つるの剛士の将棋列伝-（スカパー!・囲碁・将棋チャンネル）
- 株式会社アイドル芸能社（BS-i）
- デジ屋台（TBS）
- ミラクルH（テレビ東京）
- アホカワクイーン決戦（関西テレビ）
- ひるタマ（テレビ埼玉）
- IQテスト（日本テレビ）
- グラビアの美少女（MONDO21）

## 作品

### イメージビデオ・DVD
- 女神のChu!スペシャルエディション 井上ゆりな（2005年3月23日発売、VAP）
- キター＼(^o^)／――（2005年10月28日発売、ぶんか社）
- Seijyun Vol.4（2006年1月22日発売、GOT）
- Innocent Girl（2006年5月29日発売、スパークビジョン）
- Future (2006年9月22日発売、フォーサイドドットコム)
- Hi-Fi GiRL (2007年3月16日発売、マーレ)